# Cossonini
Cossonini es una tribu de insectos coleópteros curculiónidos. 

## Géneros
- Afrocossonus
- Brachychaenus
- Coprodema
- Cossonus
- Deinocossonus
- Dynatopechas
- Exodema
- Exomesites
- Exonotus
- Gloeodema
- Gloeotrogus
- Gloeoxenus
- Hemigleodema
- Heteramphus
- Heterophaseolus
- Homalotrogus
- Hoplocossonus
- Kojimazo
- Lasiotrupis
- Leurostenus
- Lissopsis
- Macrocordylus
- Marvaldiella
- Megalocorynus
- Melarhinus
- Mesites
- Mesitinus
- Mesostenotrupis
- Microhimatium
- Micromesites
- Oxydema
- Pachytrogus
- Pentamimus
- Phloeophagoides
- Pholidoforus
- Procossonus
- Pseadomesites
- Pseudocossonus
- Psilotrogus
- Rhopalomesites
- Rhyncolosoma
- Rhypax
- Seenomma
- Sphaerocorynes
- Stenotrupis
- Stereoborus
- Stereomimetes
- Stereonotus
- Stereotribus
- Syncoxus
- Tetracoptus
- Tetragonorrhamphus
- Vauriellina
- Xestoderma